# Запалювання (фільм)
Запалювання (англ. Ignition) — канадо-британський трилер 2001 року.

## Сюжет
Федеральний суддя Фейт Маттіс готується до самого «вибухового» процесу у своїй кар'єрі — справі про корупцію у вищих військових колах. Після замаху на життя Фейт, до неї приставляють охоронця — колишнього сержанта корпусу морської піхоти Конора Галлахера. Разом розслідуючи зникнення важливого свідка, вони відкривають завісу таємниці над злочинною операцією по контрабанді зброї та наркотиків, очолюваної генералом МакЕйтіром. Фейт і Конор виявляються втягнутими в смертельно небезпечну мережу змов, зрад і вбивств.

## У ролях
| Актор             | Роль                             |
| ----------------- | -------------------------------- |
| Білл Пуллман      | заступник маршала Конор Галлахер |
| Лена Олін         | суддя Фейт Маттіс                |
| Колм Фіоре        | генерал Джоел МакЕйтір           |
| Пітер Кент        | майор Брансон                    |
| Барбара Ів Гарріс | лейтенант Кайла Рейн             |
| Ніколас Лі        | Пітер Скенлон                    |
| Гротгар Метьюз    | сержант Дуглас Пенабад           |
| Роджер Данн       | агент Дебеккер                   |
| Бенжамін Ретнер   | агент Веббер                     |
| Лорі Енн Тріоло   | колишня дружина Руссо            |
| Джон Капелос      | адвокат Конора                   |
| Майкл Айронсайд   | Джейк Руссо                      |
| Скотт Гайлендс    | Карлсен                          |